# Siemens (unità di misura)
Il siemens (simbolo S) è l'unità di misura della conduttanza elettrica, ovvero il reciproco della resistenza elettrica, del Sistema Internazionale.
Dimensionalmente si ha:
{\displaystyle \mathrm {S={\frac {1}{\Omega }}={\frac {A}{V}}={\frac {s^{3}\cdot A^{2}}{kg\cdot m^{2}}}} }.
Il siemens è anche unità di misura dell'ammettenza e della suscettanza e prende il nome dall'ingegnere e inventore tedesco Werner von Siemens.
In passato il siemens prendeva il nome di Mho (simbolo ℧), nome e simbolo dovuti al fatto di avere le dimensioni del reciproco della resistenza elettrica, che si misura in ohm: infatti mho è la scrittura retrograda della parola ohm. Anche il simbolo del mho, ℧ (U+2127), è il simbolo dell'unità di misura della resistenza elettrica (Ω, U+2126) rovesciato.